# Nombre premier de Wolstenholme
Ne doit pas être confondu avec Nombre de Wolstenholme.
En mathématiques, un nombre premier p est appelé nombre premier de Wolstenholme si la condition suivante est vérifiée :
{\displaystyle {{2p-1} \choose {p-1}}\equiv 1{\bmod {p^{4}}}}.
Les nombres premiers de Wolstenholme sont nommés en l'honneur du mathématicien Joseph Wolstenholme, qui a démontré en 1862 que tout nombre premier p ≥ 5 vérifie la condition analogue modulo p3 (théorème de Wolstenholme), à la suite de Charles Babbage qui avait prouvé la condition modulo p2 en 1819.
On conjecture qu'il en existe une infinité, bien que,,, les seuls connus soient 16 843 et 2 124 679 et qu'il n'en existe pas d'autres plus petits que 1011.

## Définitions équivalentes
Pour tout nombre premier p, les propriétés suivantes sont équivalentes, :
- p est un nombre premier de Wolstenholme ;
- {\displaystyle {\binom {2p}{p}}\equiv 2{\bmod {p^{4}}}} ;
- p divise le numérateur du nombre de Bernoulli Bp–3 ;
- p > 7 et p divise le numérateur de {\displaystyle \sum _{p/6<k<p/4}{\tfrac {1}{k^{3}}}}.